# Экспедиция Новара

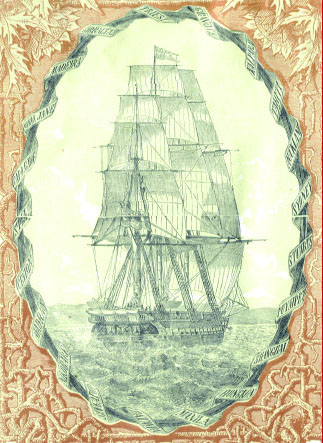
Титульный лист первого издания документов экспедиции (1861)

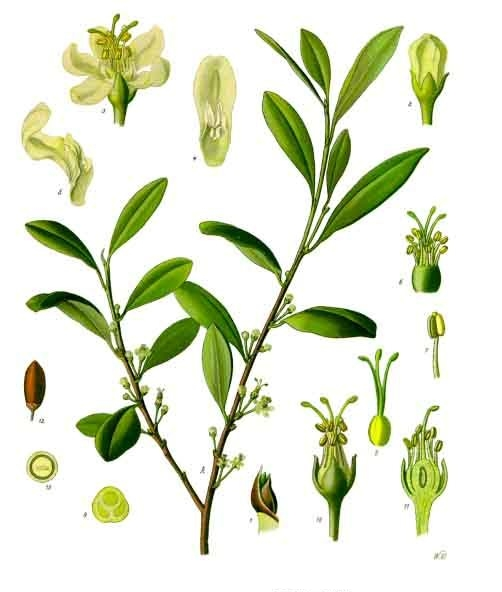
Кока

Экспедиция Новара (нем. Novara-Expedition) — проходившая в 1857—1859 годах первая и единственная кругосветная парусная экспедиция австрийского императорского военно-морского флота. Вышедший впоследствии отчет экспедиции, содержащий также многочисленные научные открытия, стал настоящим бестселлером того времени.

## История
Экспедиция проходила на тяжёлом фрегате Новара постройки 1850 года, который специально для этого путешествия был перестроен. Командовал экспедицией коммодор Бернгард фон Вюллерсторф-Урбайр. В этом плавание участвовали несколько учёных, делегированных венской Императорской Академией наук: геолог Фердинанд фон Хохштеттер, зоолог Георг фон Фрауэнфельд и др., собравшие обширные научные коллекции и сделавшие немало открытий. Эта экспедиция также была первой кругосветной, проводимой кораблём с командой, говорящей на немецком языке.
Новара вышла в открытое море 30 апреля 1857 года из триестского порта. Из-за стоявшего на море мёртвого штиля она была буксирована вплоть до Мессинского пролива, и далее шла под парусами до Гибралтара. Затем, пройдя Атлантическим океаном, достигла островов Мадейра, Рио-де-Жанейро и Мыса Доброй Надежды. В Индийском океане экспедиция посетила 19 ноября — 6 декабря французские антарктические острова Сен-Поль и Амстердам. Далее мореплаватели направились к Цейлону и Мадрасу, оттуда на Сингапур. Следующими Новара посетила Яву, Манилу, Гонконг, Шанхай и Соломоновы острова. 5 ноября 1858 года корабль прибыл в Сидней, затем отправлся в Окленд и на Таити. Экспедиция пересекла Тихий океан, достигла чилийского порта Вальпараисо и, обойдя Огненную Землю, направилась к Азорским островам. 26 августа 1859 года, через 551 день после начала путешествия и пройдя 51.686 морских миль вокруг света, Новара вошла в гавань Триеста.
Среди уникальных научных результатов экспедиции — исследования на антарктических островах Сен-Поль и Амстердам, изучение Никобраских островов и Новой Зеландии, ряд районов которой Хохштеттер впервые картографировал. Все эти работы стали основой для состоявшихся впоследствии геологических исследований. Проводились также работы в области океанографии и гидрографии, в особенности в южной части Тихого океана. Собранные коллекции по зоологии, ботанике и этнографии насчитывали более 26.000 экземпляров и были переданы ряду австрийских музеев (в первую очередь — венскому Музею естественной истории. Проводилось также изучение земного магнетизма (гравитации), значительно расширившее научные знания по этой дисциплине. Привезённые экспедицией листы кустарника коки позволили в 1860 году впервые выделить в лаборатории чистый кокаин.
Научные результаты экспедиции были изданы в 21-м томе австрийской Академией наук под названием Плаванье австрийского фрегата «Новара» вокруг Земли (Reise der österreichischen Fregatte Novara um die Erde) (1861—1876). Первая часть этого издания, собственно описание путешествия, тома 1-3, были изданы Карлом фон Шерцером и украшены многочисленными ксилографиями. Под тем же названием вышло в свет сокращённое, «народное» двухтомное издание, раскупленное в течение года.
В публикациях XIX столетия осталась скрытым политическая подоплёка этого плавания, а именно колониальный интерес Австро-Венгрии к находившимся тогда в датском владении Никобарским островам.

## Научное описание
- Описательная часть: (Karl von Scherzer, anonym) Reise der Oesterreichischen Fregatte Novara um die Erde, in den Jahren 1857—1859 unter den Befehlen des Commodore B. von Wüllersstorf-Urbair. 3 Bände. Wien, 1861, 1862.

- Гидрологическая и физическая часть: Geographische Ortsbestimmungen und Flutbeobachtungen.- Magnetische Beobachtungen. 1 Band. Wien 1862-65

- Статистическая и коммерческая часть: 2 Bände. Wien 1864, 1865 (2. verb. Aufl. in 1 Bd. Leipzig, Wien, Brockhaus 1867)

- Зоологическая часть: 6 Bände
  - 1. Band: Wirbeltiere: Johann Zelebor, Säugethiere; August von Pelzeln, Vögel; Franz Steindachner, Reptilien; F. Steindachner, Amphibien; Rudolf Kner, Fische. Wien 1867—1869
  - 2. Band: Entomologie. Ludwig Redtenbacher, Coleopteren; Henri de Saussure, Hymenoptera; Gustav Mayr, Formicidae ; Friedrich Moritz Brauer, Neuropteren. Wien 1868
  - 3. Band: Ignaz Rudolph Schiner, Diptera; G. L. Mayr, Hemiptera. Wien 1868
  - 4. Band: Camill Heller|, Crustaceen; E. Grube, Anneliden; Georg von Frauenfeld, Mollusken.
  - 5. Band: Cajetan Felder, Rhopalocera.
  - 6. Band: C. Felder, Lepidoptera.

- Ботаническая часть: 1. Band (mehr nicht erschienen): Sporenpflanzen: Albert Grunow, Algae; A. von Krempelhuber, Lichenes; H. W. Reichardt, Fungi, Hepaticae et Musci Frondosi; Georg Heinrich Mettenius, Cryptogamae Vasculares; Julius Milde, Ophioglosseae und Equisetaceae. Wien 1870

- Медицинская часть: 1. Band (mehr nicht erschienen) v. Eduard Schwarz, Wien 1861

- Антропологическая часть: 3 Bände
  - 1. Band: E. Zuckerkandl, Cranien. Wien 1875
  - 2. Band: A. Weisbach, Körpermessungen. Wien 1867
  - 3. Band: Friedrich Müller: Ethnographie. Wien 1868

- Лингвистическая часть: 1 Band. Friedrich Müller, Wien 1867.

- Геологическая часть: 2 Bände.
  - 1. Band: Geologischer Teil. Ferdinand von Hochstetter. Wien 1864
  - 2. Band Paläontologischer Teil herausgegeben von F. von Hochstetter, Moritz Hörnes and Franz Ritter von Hauer. Wien 1865

Плавание «Новары» отражено в многочисленных акварельных работах художника Йозефа Селлени, принимавшего участие в этой экспедиции.